# Massaker im Bahnhof Kunming

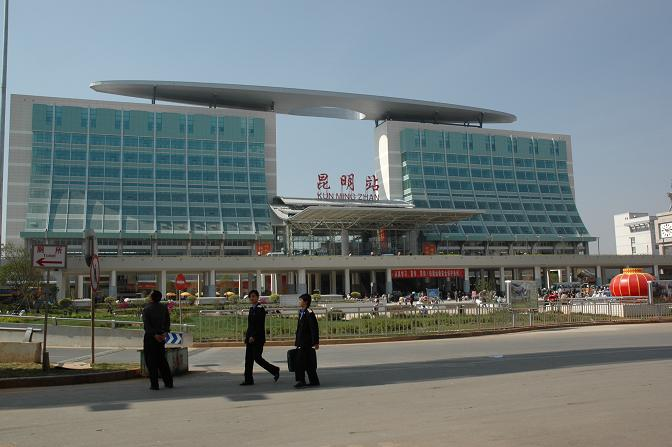
Hauptbahnhof von Kunming (November 2008)

Das Massaker im Bahnhof Kunming war ein Terrorangriff, der sich am Abend des 1. März 2014 in der Stadt Kunming in der Provinz Yunnan im Südwesten Chinas ereignete. 34 Tote waren die Folge.

## Ablauf
Am 1. März 2014 um 21:20 Uhr erschienen neun schwarzgekleidete Personen, sieben Männer und zwei Frauen, und begannen, auf dem Vorplatz und in der Kassenhalle des Bahnhofs von Kunming die Menschen wahllos mit Messern und Macheten zu attackieren. Die eintreffende Polizei versuchte, die Gewalt durch das Sperren aller drei Bahnsteigsebenen einzudämmen.
Die Terroristen töteten 29 Menschen und verletzten 143 (darunter sieben Polizisten), zum Teil schwer. Ein Polizist erlag am 2. März seinen Verletzungen im Krankenhaus. Alle Verwundeten wurden in elf umliegende Krankenhäuser in Kunming gebracht. Die Polizei versuchte anfangs vergeblich, die Angreifer mit Tränengas unter Kontrolle zu bekommen, bevor sie vier Täter erschoss, darunter eine Frau, und eine weitere Frau verletzt festnahm. Später verhaftete die Polizei drei weitere Tatbeteiligte auf der Shangyi-Straße. Die am Tatort verwundete Verdächtige wurde zur Behandlung der Wunden ins Hospital gebracht.
Nach dem Vorfall wurden alle Züge, die planmäßig in Kunming hätten halten sollen, bis 23:00 Uhr Ortszeit zu anderen Bahnhöfen umgeleitet. Danach fuhren alle Züge wieder planmäßig den Bahnhof Kunming an. Auch das Personal am Kunming Changshui International Airport berief eine Krisensitzung ein und verschärfte bei laufendem Betrieb die Sicherheitsvorkehrungen.
Nachdem zunächst mehrere Medien von gewaltsamen Zwischenfällen auch in der Einwohnergemeinschaft Dashuying (大树营社区) des Straßenviertels Jinma (金马街道) im Stadtbezirk Guandu berichtet hatten, wurden diese Meldungen wenig später von der örtlichen Polizei als „haltlose Gerüchte“ dementiert.
Das Chinesische Rote Kreuz schickte am nächsten Morgen ein Team nach Yunnan, um bei der Rettung der Verletzten zu unterstützen und um den Verwandten von Opfern sowie schockierten Augenzeugen psychotherapeutische Hilfe anzubieten.
Am 2. März kontrollierten bewaffnete Polizisten das Gebiet rund um den Bahnhof von Kunming. In den frühen Morgenstunden begannen Anrainer auf den Platz vor dem Bahnhof Blumen zu legen, um die Toten zu betrauern. Um 13:00 Uhr gab die Polizei in Kunming zunächst die Verhaftung zweier, später dreier weiterer Tatverdächtiger bekannt. Von den neun Attentätern wurden somit fünf erschossen und vier, eine Frau und drei Männer, verhaftet, darunter der mutmaßliche Anführer. Am 12. September 2014 wurden die drei verhafteten Männer zum Tode verurteilt, die Frau erhielt eine lebenslange Freiheitsstrafe.

## Hintergründe
Über den Vorfall wurde weltweit berichtet. Als Anführer der Terrorgruppe wurde Abdurëhim Qurban (uigurisch: ئابدۇرېھىم قۇربان, chinesisch 阿不都热依木·库尔班, Pinyin Ābùdūrèyīmù·Kù’ěrbān) identifiziert. Die Polizei veröffentlichte Fotos der vier getöteten Täter und der direkt am Bahnhof festgenommenen Täterin. Im Zusammenhang mit der Veröffentlichung der Fotos wird der Verdacht geäußert, bei den Tätern könne es sich um ein Kommando der Islamischen Partei Ostturkestans (东突厥斯坦伊斯兰运动) handeln. Am Tatort wurde eine Flagge der uigurischen Unabhängigkeitsbewegung in der Version mit Schahāda entdeckt, wie sie zeitweise von der Islamischen Republik Ostturkestan, die von 1933 bis 1934 in Teilen Kaschgars bestand, verwendet worden war.
Damit wird der bereits früh von offizieller chinesischer Seite geäußerte Verdacht erhärtet, uigurische Separatisten seien für den Terrorakt verantwortlich.
Das chinesische Staatsfernsehen sprach von einem „gewalttätigen Terrorakt“. Präsident Xi Jinping sowie Regierungschef Li Keqiang sprachen den Verletzten und Angehörigen der Opfer ihr Beileid aus.